# 2007 TU24
Artikelns titel kan av tekniska skäl inte återges korrekt. Den korrekta titeln är 2007 TU24.
2007 TU24 är en asteroid som upptäcktes av Catalina Sky Survey den 11 oktober 2007. Med hjälp av radar har man uppskattat asteroidens diameter till cirka 250 meter.
Klockan 08.33 (UTC) den 29 januari 2008 passerade 2007 TU24 jorden med en relativ hastighet av 9 248 kilometer per sekund på ett avstånd av omkring 554 000 kilometer (1,4 gånger medelavståndet jorden–månen) – närmare än någon känd potentiellt farlig asteroid fram till 2027. Vid dess närmsta passage hade den en skenbar magnitud på +10,3 och var omkring 50 gånger ljussvagare än vad som kan ses med blotta ögat. För att kunna se den krävdes ett tretumsteleskop.

## Observationer
Från 2007 TU24 upptäcktsdatum den 11 oktober 2007 hade totalt 112 observationer gjorts av denna asteroid fram till den 24 januari 2008, en tidsperiod på 105 dagar. Asteroidens bana är välbestämd; den togs bort från Nasas lista över objekt med risk för kollision med jorden klockan 14.05 (UTC) den 4 december 2007.
Goldstone Observatory gjorde ytterligare observationer av denna asteroid den 23 och 24 januari 2008. Nu är asteroidens bana känd med så stor precision att det är möjligt för forskare att räkna ut nära passager av jorden från år 67 e.Kr. till 2141.
Ytterligare observationer av Arecibo-observatoriet gjordes mellan den 27 och 28 januari och fler är planerade mellan den 1 och 4 februari 2008.